# Светкавицата: Флашпойнт
Светкавицата: Флашпойнт (на английски: Flashpoint) е комикс с кръстосана сюжетна арка от 2011 г. , публикуван от Ди Си Комикс. Състои се от едноименната основна лимитирана поредица и редица свързани заглавия, чиято премиера е през май 2011 г. Основният серия е написана от Джеф Джонс и нарисувана от Анди Кюберт. В края си поредицата радикално променя статуквото за Вселената на Ди Си, което води до повторното стартиране на издателя през 2011 г.
Светкавицата: Флашпойнт описва променена Вселена на Ди Си, в която само Бари Алън изглежда е наясно със значителните разлики между настоящата времева линия и променената, включително мястото на Киборг като типичния герой в света, подобно на Супермен в основната времева линия, който е държан в плен от правителството на Съединените щати в подземно съоръжение в Метрополис. Освен това Томас Уейн е Батман, а войната между Жената чудо и Аквамен унищожава Западна Европа.
Продължението на поредицата Flashpoint Beyond дебютира през 2022 г., като Джонс се завръща, за да напише поредицата заедно с Джеръми Адамс и Тим Шеридан.

## Сюжет
Когато Бари Алън се събужда върху бюрото си, открива, че светът се е променил. Семейството е живо, любимите хора са непознати, а близките приятели са различни, изчезнали са или още по-лошо. Това е свят на ръба на катастрофална война, но къде са най-великите герои на Земята, за да я спрат? Това е място, където последната надежда на Америка е Киборг, който се надява да събере силите на различни супергерои. Това е свят, който може да отива към своя край, ако Светкавицата не открие злодея, променил времевата линия.

## В други медии
- Елементи от сюжетната линия на Светкавицата: Флашпойнт са адаптирани в игралната филмова адаптация Светкавицата, режисирана от Анди Мускети, като част от Разширената вселена на Ди Си.

## В България
Поредицата е издадена в България през 2021 г. от „Артлайн Студиос“ в еднотомно издание в превод на Здравко Генов.